# Blue Islands
Blue Islands — авіакомпанія, що базується в Джерсі, Нормандські острови. Компанія здійснює регулярні рейси між Нормандських островів, Об'єднаним Королівством і островом Мен. Основна база компанії знаходиться в аеропорту Джерсі. Також існує невеликий хаб в Олдерні

## Історія
Авіакомпанія була офіційно утворена в 2001 (хоча почала працювати 1999) компанією Le Cocq's Stores в Олдерні і спочатку була відома як Le Cocq's Airlink. Спочатку компанія займалася перевезеннями швидкопсувних вантажів з Борнмута в Олдерні. Регулярні авіаперевезення були додані в тому ж маршруті 01.02.2002. Назва Rockhopper було офіційно прийнято 29.08.2003. Основна база була перенесена з Олдерні у Джерсі в січні 2006.
Компанія змінила назву на Blue Islands 14.02.2006.

## Напрями
Компанія здійснює авіарейси за такими напрямами:
- Коронні землі
  - Олдерні
  - Гернсі
  - Джерсі
  - Острів Мен
- Велика Британія
  - Саутгемптон
- Міжнародні
  - Цюрих
  - Женева
- Плануються
  - Бристоль

## Флот
На березень 2017 року повітряний флот авіакомпанії Blue Islands становили такі літаки:
| Тип літака | В експлуатації | Замовлено | Пасажирських місць |
| ATR 42-320 | 3              | —         | 46                 |
| ATR 42-500 | 1              | —         | 48                 |
| ATR 72-500 | 1              | 1         | 66                 |
| Разом      | 5              | 1         |                    |